# Шарпланинска купа
Шарпланинската купа (на македонска литературна норма: Шарпланински куп) е международно състезание по алпийски ски, което се провежда в зимния курорт Попова шапка в Шар планина, Северна Македония. Тя е сред най-популярните и с най-дълга история състезания по алпийски ски на Балканския полуостров. Символ на Шарпланинската купа е кучето от порода шарпланинец. Всеки носител на купата получава винаги освен парична награда и малко куче шарпланинец.

## История на състезанията
Първата Шарпланинска купа се състои през 1947 година. В нея взимат участие скиори от Югославия, Унгария, България и Румъния. Тогава Попова шапка и Шар планина се намират на територията на несъществуващата вече държава Югославия. Победители в това първо издание на Шарпланинската купа са унгарецът Петер Шикло и словенката, състезаваща се под флага на Югославия Вида Катник.
През периода 1969 – 1986 г. Шарпланинската купа събира най-добрите скиори не само на Балканите, но и в Европа и състезанието става част от календара на Европейската купа. След 1986 г., поради финансови и организационни трудности, се прекъсва ежегодното провеждане на ски състезанието. След тази година то никога не влиза отново в календара на Европейската купа, въпреки че през 1999 г. кандидатства за това. Шарпланинската купа все пак продължава да съществува и се провежда, макар и не всяка година.
Носители на Шарпланинската купа през годините са били редица известни скиори от далечното, но и близкото минало, сред които могат да се посочат: Леополд Грубер (Австрия) – победител през 1969 и 1971 г.; Йохан Книвазер (Австрия) – 1972; Александър Жиров (СССР) – 1979 и 1981; Рене Млекуз (Словения) – 1994; Матео Нана (Италия) – 1996; Грегор Грилч (Словения) - 1997 г. и др. С най-много титли от това състезание е Тине Мулей от Югославия, който взима купата три пъти - през 1948, 1951 и 1955 г. Шарпланинската купа е печелена от състезатели от Югославия, Австрия, Италия, Словения, Франция, СССР, Унгария, Швейцария, България, Румъния, Германия, Сърбия и Черна гора и Босна и Херцеговина.

## Участие на България
Българските скиори, носители на Шарпланинската купа са: Мария Клисурска, Мария Киркова и Стефан Георгиев на два пъти. Най-напред това прави Мария Клисурска през 1967 г., а другата българка печелила купата е Мария Киркова – през 2003 г. При мъжете Стефан Георгиев е единственият български скиор, носител на Шарпланинската купа. Той печели купата два пъти – през 2000 и 2006 г. Други български скиори, които са записвали добри резултати в това състезание през годините са: Ангел Пумпалов, Любомир Попов, Петър Дичев, Деян Тодоров, Надежда Василева, Боряна Златарева, Десислава Джурова и др.

## Носители на купата
| година | мъже             |           | жени            |                     |                                          |
| ------ | ---------------- | --------- | --------------- | ------------------- | ---------------------------------------- |
| 1947   | Петер Шикло      | Унгария   | Вида Катник     | Югославия           | 1-ва Шарпланинска купа                   |
| 1948   | Тине Мулей       | Югославия |                 |                     | 2-ра Шарпланинска купа                   |
| 1949   | Мариян Вистер    | Югославия |                 |                     | 3-та Шарпланинска купа                   |
| 1950   | Владо Вебер      | Югославия |                 |                     | 4-та Шарпланинска купа                   |
| 1951   | Тине Мулей       | Югославия | Анелори Зукерт  | Австрия             | 5-а Шарпланинска купа                    |
| 1952   | Янез Стефе       | Югославия | Пузи Франдл     | Австрия             | 6-а Шарпланинска купа                    |
| 1953   | Ерн. Оберайгнер  | Австрия   |                 |                     | 7-а Шарпланинска купа                    |
| 1954   | Т. Айнсчтус      | Швейцария | Фини Щеклингер  | Австрия             | 8-а Шарпланинска купа                    |
| 1955   | Тине Мулей       | Югославия |                 |                     | 9-а Шарпланинска купа                    |
| 1956   | Биро Михаил      | Румъния   | Ханелори Баслер | Германия            | 10-а Шарпланинска купа                   |
| 1957   | Войтех Будинек   | Югославия |                 |                     | 11-а Шарпланинска купа                   |
| 1967   | Блаз Якопик      | Югославия | Мария Клисурска | България            | 12-а Шарпланинска купа                   |
| 1969   | Леополд Грубер   | Австрия   | Джустина Дамец  | Италия              | 13-а Шарпланинска купа, Европейска купа  |
| 1970   | Коло Габриеле    | Италия    |                 |                     | 14-а Шарпланинска купа, Европейска купа  |
| 1971   | Леополд Грубер   | Австрия   |                 |                     | 15-а Шарпланинска купа, Европейска купа  |
| 1972   | Йохан Книвазер   | Австрия   |                 |                     | 16-а Шарпланинска купа, Европейска купа  |
| 1973   | Кристиан Сотас   | Швейцария |                 |                     | 17-а Шарпланинска купа, Европейска купа  |
| 1974   | Вернер Фигл      | Австрия   |                 |                     | 18-а Шарпланинска купа, Европейска купа  |
| 1975   | Джузепе Платнер  | Италия    |                 |                     | 19-а Шарпланинска купа, Европейска купа  |
| 1978   | Леонардо Давид   | Италия    |                 |                     | 20-а Шарпланинска купа, Европейска купа  |
| 1979   | Александър Жиров | СССР      |                 |                     | 21-ва Шарпланинска купа, Европейска купа |
| 1980   | Маурицио Пончет  | Италия    |                 |                     | 22-ра Шарпланинска купа, Европейска купа |
| 1981   | Александър Жиров | СССР      |                 |                     | 23-та Шарпланинска купа, Европейска купа |
| 1983   | Петер Лишер      | Швейцария |                 |                     | 24-та Шарпланинска купа, Европейска купа |
| 1986   | Джероса Карло    | Италия    |                 |                     | 25-а Шарпланинска купа, Европейска купа  |
| 1994   | Рене Млекуз      | Словения  |                 |                     | 26-а Шарпланинска купа                   |
| 1996   | Матео Нана       | Италия    |                 |                     | 27-а Шарпланинска купа                   |
| 1997   | Грегор Грилч     | Словения  |                 |                     | 28-а Шарпланинска купа                   |
| 1998   | Миран Раутер     | Словения  |                 |                     | 29-а Шарпланинска купа                   |
| 1999   | Грегори Гуигние  | Франция   |                 |                     | 30-а Шарпланинска купа                   |
| 2000   | Стефан Георгиев  | България  | Матея Долникар  | Словения            | 31-ва Шарпланинска купа                  |
| 2003   | Александр Леве   | Франция   | Мария Киркова   | България            | 32-ра Шарпланинска купа                  |
| 2004   | Миха Малус       | Словения  | Моица Ратай     | Словения            | 33-та Шарпланинска купа                  |
| 2005   | Миха Малус       | Словения  | Мария Тръмчич   | Сърбия и Черна гора | 34-та Шарпланинска купа                  |
| 2006   | Стефан Георгиев  | България  | Моица Ратай     | Босна и Херцеговина | 35-а Шарпланинска купа                   |
| 2009   | Клемен Коси      | Словения  |                 |                     | 36-а Шарпланинска купа                   |
| 2010   | Франц Промок     | Австрия   |                 |                     | 37-а Шарпланинска купа                   |
| 2011   | Томаз Велечич    | Словения  |                 |                     | 38-а Шарпланинска купа                   |
| 2012   |                  |           |                 |                     | 39-а Шарпланинска купа                   |